# Eddy Walravens
Edouard (Eddy) Walravens (Ukkel, 3 september 1950 - Knokke-Heist, 16 juni 2022) was een Belgisch ondernemer en hoteleigenaar.

## Biografie
Eddy Walravens werd in 1980 directeur van het hotel Switel in Antwerpen. Zijn vriendin Martine Van Thillo, een nicht van mediamagnaat Christian Van Thillo, werd er PR-manager. Op oudejaarsavond in 1994 vond er een brand in het hotel plaats, waarbij 15 mensen om het leven kwamen. In 1997 verhuisde het koppel naar Knokke, waar ze het hotel La Réserve uitbaatten. Ze kochten het exploitatierecht van de Compagnie Het Zoute, waarmee een akkoord bereikt voor de afbraak en de nieuwbouw van het hotel. Het hotel werd in 2007 gesloopt en het vernieuwde hotel opende in 2011 na een investering van 28 miljoen euro, die mogelijk werd gemaakt door de Compagnie Het Zoute, dat aanpalend luxeflats bouwde. Walravens en Van Thillo werden eigenaar van het aanpalende vastgoed via de vennootschap La Réserve Invest en exploiteerden het hotel via de vennootschap La Réserve Management. Het koppel zocht echter bijkomende financiering, wat leidde tot een breuk waarbij Walravens zich liet opvolgen door zijn dochter. In augustus 2021 verkochten Walravens en Laura Walravens La Réserve aan Marc Coucke en Bart Versluys. Hij overleed in juni 2022 aan de gevolgen van kanker.